# Artemis 5
Artemis 5 (offiziell Artemis V) ist eine geplante Raumfahrtmission im Rahmen des Artemis-Programms der NASA. Sie soll die vierte bemannte Mission des Orion-Raumschiffs, der zweite Besuch auf der geplanten Mond-Raumstation Lunar Orbital Platform-Gateway (LOP-G) und die dritte bemannte Mondlandung des Artemis-Programms werden. Bei dieser Mission sollen erstmals die Rakete SLS Block 1B mit stärkerer Oberstufe und eine Blue-Moon-Landefähre des Raumfahrtsunternehmens Blue Origin zum Einsatz kommen. Neben der Mondlandung soll Artemis 5 zum weiteren Aufbau des Lunar Orbital Platform-Gateway dienen.
Der Start soll mit einer vierköpfigen Besatzung, darunter zum zweiten Mal ein Europäer, vom Kennedy Space Center erfolgen. Nach der Rückkehr soll die Orion-Kapsel im Pazifik wassern.

## Planung
Nach dem Andocken an die Raumstation sollen zwei Astronauten mit dem Blue-Moon-Lander in die Südpolregion des Monds gebracht werden. Die Astronauten sollen etwa eine Woche auf dem Mond bleiben und dort „wissenschaftliche Aktivitäten und Erkundungen des Monds“ durchführen und erstmals das Mondauto Lunar Terrain Vehicle verwenden. Zudem sollen das ESPRIT-Modul der Europäischen Weltraumorganisation und ein in Kanada gebautes Roboterarmsystem am Lunar Orbital Platform-Gateway installiert werden.
Der Start von Artemis 5 ist für frühestens 2030 vorgesehen.

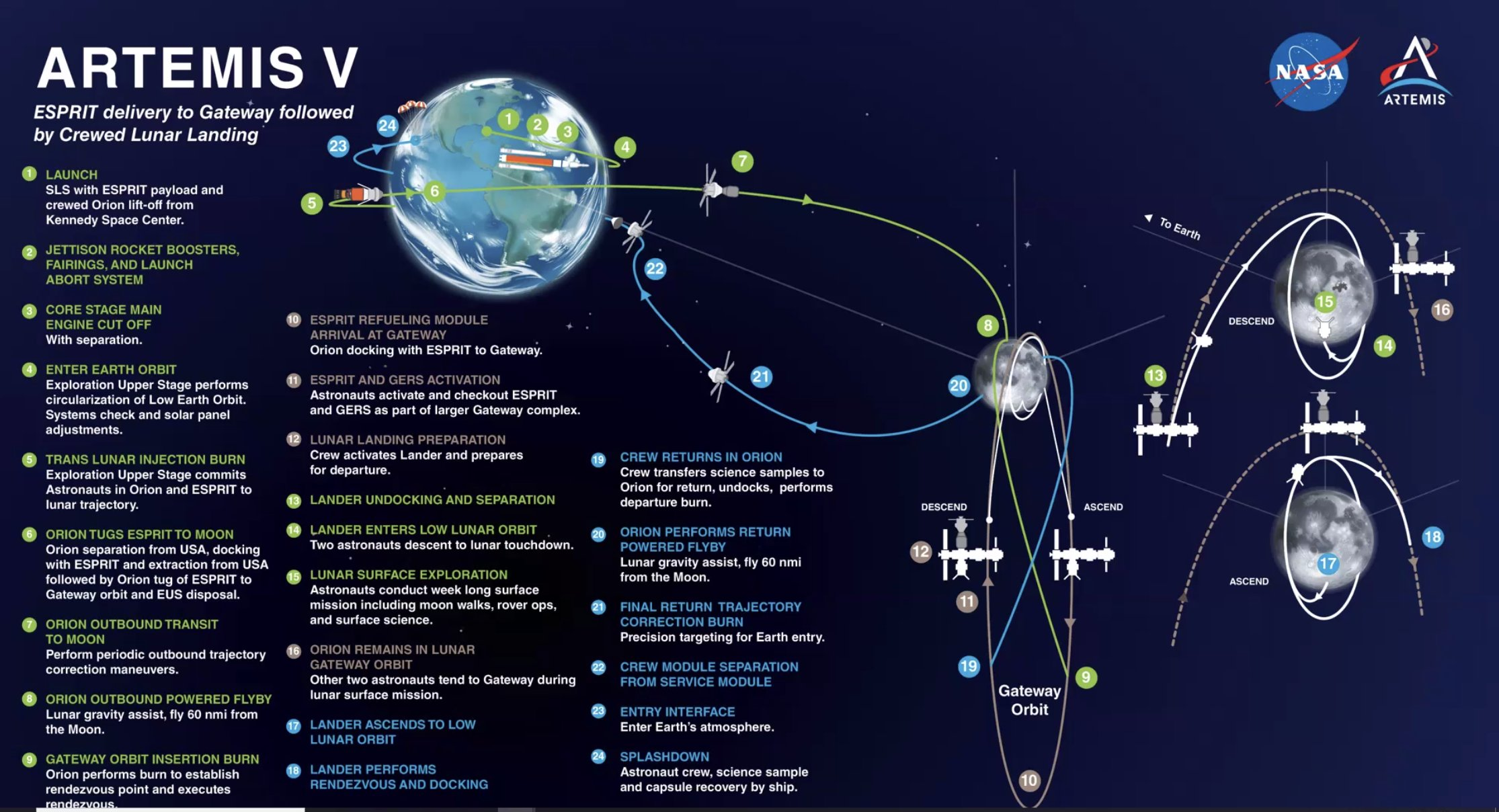
Geplanter Ablauf der Artemis-5-Mission
Geplanter Ablauf der Artemis-5-Landung